# Caçafantasmes
|  | Aquest article tracta sobre la pel·lícula de 2016. Si cerqueu la de 1984, vegeu «Els caçafantasmes». |

Caçafantasmes(títol original en anglès: Ghostbusters) és una pel·lícula de comèdia estatunidenca del 2016, remake del film clàssic de 1984. És dirigida per Paul Feig, amb guió de Kate Dippold, i la protagonitzen Melissa McCarthy, Kristen Wiig, Kate McKinnon i Leslie Jones. La pel·lícula es va estrenar als Estats Units el 15 de juliol de 2016 i a l'Estat espanyol el 12 d'agost del mateix any. Aquesta pel·lícula ha estat doblada i subtitulada al català.

## Argument
Les físiques Abby Yates i Erin Gilbert són coautores d'un llibre que postula l'existència de fenòmens paranormals com els fantasmes. Per culpa d'aquest llibre Erin s'ha convertit en la riota de la Universitat de Colúmbia, on té un prestigiós lloc de treball. Però els fantasmes apareixen i comencen a crear pànic per tot Manhattan, i Yates i Gilbert organitzen un nou grup de Caçafantasmes, al qual s'afegeixen l'enginyera Jillian Holtzman i Patty Tolan, una taquillera del metro que es coneix tots els racons de Nova York. Les quatre heroïnes tindran, a més, el suport de Kevin, que contracten com a secretari i ajudant per a qualsevol cosa. Amb tota la ciutat plena de fantasmes, la feina d'aquestes dones esdevé imprescindible per salvar el món.

## Repartiment
- Melissa McCarthy és Abigail «Abby» Yates, una física i investigadora paranormal que funda els Caçafantasmes amb Gilbert i Holtzmann.
- Kristen Wiig és Erin Gilbert, una física que cofunda els Caçafantasmes després de perdre la tinença de la Universitat de Colúmbia.
- Kate McKinnon és Jillian Holtzmann, una enginyera excèntrica que cofunda els Caçafantasmes i n'organitza els equips.
- Leslie Jones és Patricia «Patty» Tolan, una treballadora del metro que es coneix molt bé la ciutat de Nova York i que es converteix en la primera recluta dels Caçafantasmes.
- Chris Hemsworth és Kevin Beckman, un atractiu i distret secretari que s'uneix als Caçafantasmes.
- Neil Casey és Rowan North, un científic boig amargat que deixa anar els fantasmes per Nova York.
- Andy García és l'alcalde Bradley.
- Cecily Strong és Jennifer Lynch, assistent de l'alcalde
- Michael K. Williams és l'agent Hawkins.
- Matt Walsh és l'agent Rourke.
- Charles Dance és Harold Filmore.

## Cameos
- Bill Murray com a Martin Heiss, un desmitificador paranormal.
- Harold Ramis (com un bust seu a la universitat, al començament de la pel·lícula, en la seva defunció)
- Dan Aykroyd com un taxista
- Ernie Hudson com a Bill Jenkins, l'oncle de Patty.
- Sigourney Weaver com la Dra. Rebecca Gorin, la mentora de Holtzmann.
- Annie Potts com a Vanessa, la recepcionista del Mercat Hotel.
- Ozzy Osbourne com a si mateix (que apareix com a "estrella famosa de rock")

## Producció
El rodatge es va fer a Nova York i a Boston. El març de 2015 es van muntar els sets de rodatge.

## Estrena
Ghostbusters es va estrenar als cinemes dels Estats Units el 15 de juliol de 2016.

## Música

### Banda sonora
Ghostbusters (Original Motion Picture Soundtrack) és el títol de la banda sonora publicada el 15 de juliol de 2016 per RCA Records.

#### Llista de cançons
| Núm. | Títol                           | Interpretada por                        | Durada |
| ---- | ------------------------------- | --------------------------------------- | ------ |
| 1.   | «Ghostbusters»                  | Walk the Moon                           | 3:44   |
| 2.   | «Saw It Coming»                 | G-Eazy featuring Jeremih                | 3:29   |
| 3.   | «Good Girls»                    | Elle King                               | 2:59   |
| 4.   | «Girls Talk Boys»               | 5 Seconds of Summer                     | 3:36   |
| 5.   | «Who»                           | Zayn Malik                              | 2:54   |
| 6.   | «Ghostbusters»                  | Pentatonix                              | 2:52   |
| 7.   | «Ghoster»                       | Wolf Alice                              | 2:30   |
| 8.   | «Ghostbusters (I'm Not Afraid)» | Fall Out Boy featuring Missy Elliott    | 3:05   |
| 9.   | «Get Ghost»                     | Mark Ronson, Passion Pit, and A$AP Ferg | 3:36   |
| 10.  | «Party Up (Up in Here)»         | DMX                                     | 4:31   |
| 11.  | «Rhythm of the Night»           | DeBarge                                 | 3:50   |
| 12.  | «American Woman»                | Muddy Magnolias                         | 3:01   |
| 13.  | «Want Some More»                | Beasts of Mayhem                        | 2:03   |
| 14.  | «Ghostbusters»                  | Ray Parker Jr.                          | 4:05   |